# Tristan Walker
Tristan Walker (født 16. maj 1991) er en canadisk kælker. 
Walker deltog i vinter-OL 2010 i Vancouver, hvor han kom på en 15.-plads i disciplinen double for mænd sammen Justin Snith. Walker kvalificerede sig også til vinter-OL 2014 i Sochi, Rusland.
Han vandt sølv under vinter-OL 2018 i holdkonkurrencen.